# Radhika Coomaraswamy
Radhika Coomaraswamy (Colombo, 17 de setembre de 1953) va ser Representant Especial del Secretari General per a la Qüestió dels Nens i els Conflictes Armats de les Nacions Unides des d'abril de 2006 fins al 13 de juliol de 2012, designada pel secretari general Kofi Annan. Va ser nominada pel Consell Constitucional de Sri Lanka com a representant civil el 10 de setembre de 2015.

## Antecedents
Coomaraswamy va presidir la Comissió de Drets Humans de Sri Lanka, i va ser una coneguda defensora dels drets humans que ha treballat com a informant especial de les Nacions Unides sobre violència contra la dona entre 1994 i 2003.
En els seus informes a la Comissió de Drets Humans de les Nacions Unides, ha escrit sobre violència familiar, violència comunitària, violència contra dones en conflictes armats i sobre la tracta de persones. Fort promotora dels drets de la dona, ha intervingut en diferents llocs del món buscant esclarir casos que involucraven violència contra les dones. Ha compilat un informe sobre les dones de consol i ha dirigit visites al Japó i Corea per aquest tema; ha organitzat missions a Ruanda, Colòmbia, Haití i Indonèsia pel que fa a violència contra les dones en temps de guerra; a Polònia, Índia, Bangladesh i Nepal per qüestions vinculades a tràfic de persones; als Estats Units per dones a presons, a Brasil, per violència domèstica, i a Cuba per violència contra la dona en general.

## Premis
El president de Sri Lanka li va atorgar el títol de Deshamanya, una prestigiosa distinció nacional. També va rebre l'International Law Award de l'American Bar Association, el Premi Drets Humans de Global Rights, el Premi Bruno Kreisky del 2000, el Premi de Drets Humans Leo Ettinger de la Universitat d'Oslo, el Premi Arquebisbe Oscar Romero de la Universitat de Dayton, el Premi William J. Butler de la Universitat de Cincinnati i el premi Robert S. Litvack de la Universitat McGill.

## Educació
Radhika Coomaraswamy es va graduar a l'Escola Internacional de les Nacions Unides, a la ciutat de Nova York. Va rebre un B.A. de la Universitat Yale, la seva Juris Doctor de la Universitat de Colúmbia, un màster en Lleis de la Universitat Harvard i Doctorats honoris causa de l'Amherst College, el KU Leuven, la Universitat d'Edimburg, la Universitat de Essex i el CUNY School of Law.